# علی‌حسین عباس‌زاده
علی‌حسین عباس‌زاده (۳ شهریور ۱۳۵۱، اردبیل) تهیه‌کننده و کارگردان انیمیشن است.

## زندگی هنری
فعالیت هنری وی از سال ۱۳۶۷ و شرکت در دوره‌های آموزش فیلمسازی در انجمن سینمای جوان شروع شد. پس از گذران دوره کارگردانی اولین فیلم کوتاه خود را به نام کفش کارگردانی کرد. این اثر در سال ۱۳۷۱ در جشنواره فیلم سینمای جوان در زنجان به عنوان بهترین فیلم کوتاه شناخته شد. بعد از آن در بیشتر پروژه‌های تولیدی در سمتهای مختلف، تصویربردار، تدوینگر و جلوه‌های ویژه فعالیت کرد. بعد به انیمیشن روی آورد و از سال ۱۳۷۹ به بعد به‌طور مستمر در این حیطه فعالیت داشته و در حال حاضر رو روی پروژه‌های سه بعدی تمرکز دارد. ایشان از سال 1383 مسئول واحد انیمیشن صدا و سیمای مرکز اردبیل می باشد.

## فیلمشناسی

### کارگردانی وتهیه‌کنندگی
| نام                   | کارگردان | تهیه‌کننده  |                      |
| --------------------- | -------- | ---------- | -------------------- |
| رهایی                 |          | آری        | ۱۱ قسمت              |
| جوانه‌های بیدار        | آری      | آری        | ۱۱ قسمت              |
| گچهای سفید            |          | آری        | تک قسمت              |
| مجموعه قصه‌های روباه ۱ | آری      | آری        | ۸ قسمت               |
| بالتا                 | آری      | آری        | تک قسمت              |
| نیمه بلند دختر انار   | آری      |            | تک قسمت              |
| امید و دوستان         | آری      | آری        | ۱۳ قسمت              |
| بوی خوش مدینه         | آری      | آری        | تک قسمت              |
| نفس                   | آری      | آری        | تک قسمت              |
| مجموعه قصه‌های روباه ۲ | آری      | آری        | ۲۶ قسمت              |
| مجموعهقصه‌های روباه ۳  | آری      | آری        | ۲۶ قسمت              |
| مجموعه نازلیجا        | آری      | آری        | ۱۳ قسمت              |
| قبله عشق              | آری      |            | ۲۶ قسمت سیمای اردبیل |
| انتظار                | آری      |            | ۲۶ قسمت سیمای اردبیل |
| مجموعه قیصر خان       | کارگردان | تهیه کننده | سیمای استانها        |
| Love                  | کارگردان | تهیه کننده |                      |
| مجموعه مرحمت          | کارگردان | تهیه کننده | سیمای استانها        |

### تدوین و جلوه‌های ویژه
1. - تدوین چهره‌های ماندگار (به کارگردانی محمد علیزاده)
2. - تدوین مستند کزج (به کارگردانی جلال کرامتی)
3. - جلوه‌های ویژه و تدوین ترازوج (به کارگردانی صابر محمدی)
4. - جلوه‌های ویژه و عنوانبندی مجموعه چشمه‌های جوشان (به کارگردانی محمد علیزاده)
5. - تدوین نماهنگ سارای (به کارگردانی افشین علیزاده)
6. - تدوین نماهنگ مؤذن (به کارگردانی شهنام سجودی زاده)
7. - تدوین انسان و انسان (به کارگردانی داور نجفی)
8. - انیمه و تدوین یک نقطه (به کارگردانی داور نجفی)

## جوایز
جشنواره‌ها و جوایز کسب شده
1. - دیپلم افتخار برای بهترین فیلم کوتاه داستانی، فیلم کفش جشنواره سینمای جوان
2. - دیپلم افتخار برای انیمشن بوی خوش مدینه، بخش سیره نبوی نخستین جشنواره پویا نمایی سیره نبوی و علوی استان گلستان
3. - دیپلم افتخار برای انیمیشن نفس، هشتمین جشنواره سینمای جوان منطقه ۲
4. - دیپلم افتخار برای رتبه نخس گرافیک، چهارمین جشنواره خبر و برنامه سیاسی
5. - دیپلم افتخار برای تدوین مستند کزج، چهاردهمین جشنواره تولیدات صدا و سیما
6. - دیپلم افتخار برای بوی خوش مدینه، نخستین جشنواره سراسری میلاد سرخ
7. - جایزه بهترین جلوه‌های ویژه برای مستند ترازوج، داوزدهمین جشنواره تولیدات صدا و سیما
8. - جایزه بهترین تیراژبرای مستند چشمه‌های جوشان، داوزدهمین جشنواره تولیدات صدا و سیما
9. - دیپلم افتخاربرای انیمیشن مسیر سرخ، جشنواره فیلم مهر
10. - رتبه سوم برای آثار هنری بخش عکس، نمایشگاه شجره طیبه
11. - لوح سپاس استانداری بخاطر کسب رتبه برتر کشوری در صدا و سیما
12. - لوح تقدیر برای طراحی مجموعه خبری صدا وسیمای مرکز اردبیل
13. - لوح سپاس بخاطر اولین همایش رسانه و تجلیل از جوانان برتر استان
14. - لوح سپاس به خاطر شرکت در بخش فیلم و عکس سینمای جوان اردبیل
15. - لوح یادمان نخستین جشنواره سراسری نوآوران بسیجی (طرح نو)
16. - لوح سپاس جشنواره فیلم رویش
17. - لوح سپاس جشنواره سراسری نماز و نیایش، تهیه‌کنندگی سیمای مرکز اردبیل
18. - لوح سپاس جشنواره فیلم وارش
19. - لوح سپاس صداو سیمای مرکز اردبیل سال ۱۳۸۷
20. - لوح سپاس سومین جشنواره تئاتر استان اردبیل

## حضور در جشنواره‌ها
1. - جشنواره بین‌المللی ستاره‌های شیکن قزاقستان سال ۱۳۸۸
2. - جشنواره فیلم وحدت فیلم بوی خوش مدینه
3. - جشنواره فیلم ستایش فیلم نفس
4. - جشنواره فیلم رشد فیلم بوی خوش مدینه
5. - جشنواره بین‌المللی فیلم مقاومت فیلم نفس
6. - جشنواره فیلم وارش
7. - جشنواره تولیدات صدا و سیما
8. - جشنواره سینمای جوانان ایران، دوره‌های مختلف
9. - جشنواره فیلم رحمت سال ۱۳۸۶
10. جشنواره Inshort Film Festival 2018
11. جشنواره Nukufest 2018
12. جشنواره Dadasaheb Phalke International Film Festival 2019
13. جشنواره فیلم 100 2019

## سایر فعالیت‌های هنری
1. - برگزاری نمایشگاه عکس
2. - برگزاری نمایشگاه پوستر
3. - طراحی جلد کتاب
4. - نگارش فیلمنامه
5. - نگارش داستان کوتاه